# M6 (Стамбульський метрополітен)
М6, Левент-Хісарюстю/Богазичі Універсітесі (тур. M6 Levent – Hisarüstü/Boğaziçi Üniversitesi) - лінія легкого метро Стамбульського метрополітену, завдовжки 3.3 км. Лінія відкрита 19 квітня 2015, вона є найкоротшою лінією Стамбульського метро і має тільки чотири станції

## Огляд
Це проект муніципалітету Стамбула і Міністерства транспорту. Лінія побудована новоавстрійським методом проходки на глибині 25 м. Лінія М6 має пересадку на лінію М2, Єнікапи-Хаджиосман на станції Левент. Пасажиробіг — 8100 пасажирів/годину в одному напрямку, що робить лінію легким метро. По лінії M6 курсують два 4-вагонних потяги. Максимальна швидкість - 80 км/год. Час у дорозі між кінцевими станціями 6-7 хвилин
Спочатку планувалося відкриття лінії 29 жовтня 2014 року, на День Республіки, але була відкрита 19 квітня 2015
На кінець 2015 планується будівництво фунікулера Хісарюстю-Ашиян (узбережжя Босфору)